# Centraal (metropolitana di Amsterdam)
Centraal Station è una stazione della metropolitana di Amsterdam, servita dalla linea 52 (Noord/Zuidlijn) e capolinea delle linee 51, 53 e 54 (che corrono sugli stessi binari).
Prende il nome dalla stazione ferroviaria centrale.

## Storia
La stazione della linea est entrò in servizio l'11 ottobre 1980; quella della linea nord-sud il 21 luglio 2018.